# Liste des plus hauts bâtiments de Marseille

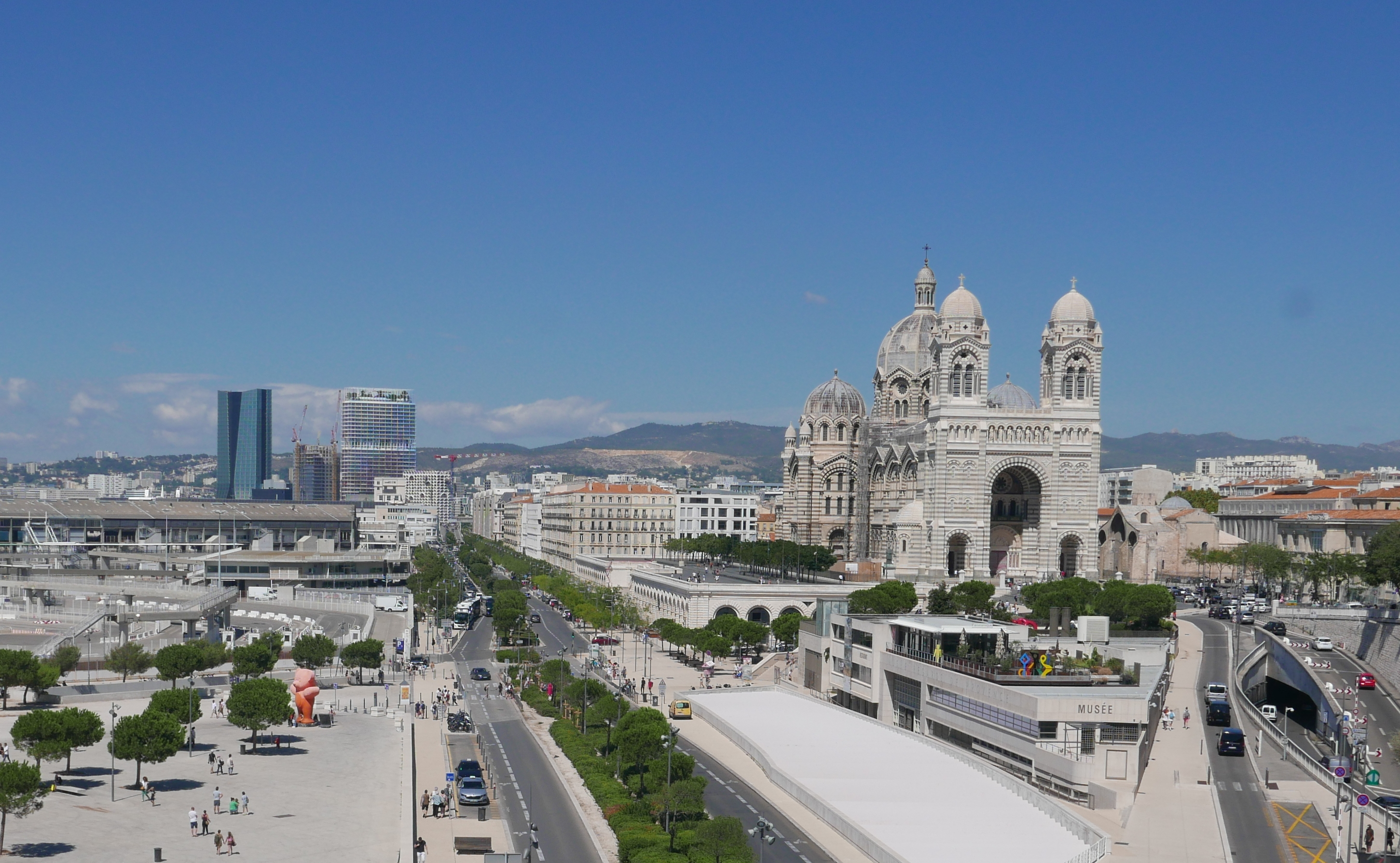
Vue sur le quai de la Joliette depuis le fort Saint-Jean. Tour CMA-CGM, tour Mirabeau en construction, tour La Marseillaise, cathédrale de la Major. (2022)

Cette page recense les plus hauts bâtiments de la ville de Marseille, dans le département français des Bouches-du-Rhône en région Provence-Alpes-Côte d'Azur. Sont étudiés les bâtiments actuels, les bâtiments en construction ou en projet, les projets abandonnés, ainsi que l'historique des plus hautes constructions de la ville depuis le XVIIe siècle.

## Liste des plus hauts bâtiments actuels

### Généralités
Comme dans la plupart des villes françaises, les hauts bâtiments de la ville de Marseille relèvent principalement de trois catégories :
- des grandes églises construites avant 1900 et situées en centre-ville ; dans le cas de Marseille, cela concerne la cathédrale de la Major, l'église des Réformés et la basilique Notre-Dame-de-la-Garde ;
- des barres et tours construites durant les années 60-70 ;
- de nouvelles grandes tours de bureaux nées d'un renouveau de ce type de construction à partir des années 2000 ; dans le cas de Marseille, cela concerne principalement le front de mer du quartier d'Arenc, dans le cadre du projet Euroméditerranée, à partir de 2010.

La ville de Marseille présente en outre la singularité de posséder sur son territoire le quatrième phare le plus haut de France.
En 2022, selon la liste des plus hauts gratte-ciel de France, les deux plus hautes tours marseillaises (tour CMA-CGM et tour La Marseillaise) sont respectivement les 3e et 5e plus hautes tours de Province, derrière les tours Incity (200 m) et Part-Dieu (165 m) à Lyon et, dans le cas de La Marseillaise, derrière la Tour Bretagne à Nantes (144 m). Elles font par ailleurs toutes deux partie des quarante plus grandes tours en France.
Bien qu'il ne s'agisse pas d'une décision officielle, il est régulièrement rapporté l'anecdote selon laquelle Jean-Claude Gaudin, alors maire de Marseille, aurait demandé à Jacques Saadé, fondateur et alors président du groupe CMA-CGM, de réduire la hauteur de sa tour afin qu'elle ne dépasse pas la colline de Notre-Dame-de-la-Garde, l'objectif étant de conserver « la Bonne Mère » comme principal signal identitaire de la ville,. Cela imposait une hauteur maximale d'environ 150 m.
Une spécificité de la ville de Marseille, comparativement à d'autres villes de Province dont par exemple l'agglomération lyonnaise, est le nombre important de tours et barres d'habitation de plus de 20 étages construites durant les années 60-70. Cette particularité est à rapprocher du nombre particulièrement important de grands ensembles de plus de 500 logements construits à Marseille à cette époque.
Les trois plus anciens bâtiments (église des Réformés, cathédrale de la Major, phare de Planier) sont classés ou inscrits aux Monuments historiques. Quatre autres sont concernés par le label Architecture contemporaine remarquable, soit en propre (Le Saint-Georges et Le Brasilia), soit comme entité d'un ensemble plus vaste (Tour de Château Sec et Tour Méditerranée).
En juin 2025, la Métropole de Marseille, à approuvé le principe d’une « appropriation publique en vue d’une déconstruction » de la tour Bel Horizon, daté de 1954.

### Liste des bâtiments de plus de 65 m
Le tableau ci-dessous recense les bâtiments de 65 m ou plus, ou, en pratique, dans le cas des immeubles d'habitation dont la hauteur architecturale n'est pas connue avec précision, les immeubles de 21 étages ou plus.
Conventions :
- sauf indication contraire, les informations retenues correspondent aux valeurs disponibles sur la plateforme collaborative PSS-archi.eu qui propose sa propre liste des plus hauts immeubles de Marseille ;
- dans le cas des immeubles d'habitation ou de bureaux, l'information « hauteur de toit » est privilégiée ; l'information « hauteur totale » n'est précisée que lorsqu'elle présente un caractère remarquable ;
- le signe ~ indique qu'il s'agit d'une information estimée ;
- en particulier, le site pss-archi utilise pour de nombreux immeubles d'habitation une convention comptant 3 m par niveau[10] ; il s'agit d'une estimation grossière pouvant entrainer des écarts de plusieurs mètres avec la hauteur réelle ; ces informations sont indiquées entre parenthèses ;
- les bâtiments sont classés par hauteurs et secondairement par années de construction.

| Nom                                                 | Année     | Utilisation                                         | Hauteur (m) | Étages | Localisation       |
| --------------------------------------------------- | --------- | --------------------------------------------------- | ----------- | ------ | ------------------ |
| Tour CMA-CGM,                                       | 2010      | Bureaux                                             | 145         | 33     | 2e (Quais d'Arenc) |
| Tour La Marseillaise,                               | 2018      | Bureaux, commerces                                  | 135         | 30+1   | 2e (Quais d'Arenc) |
| Le Grand Pavois                                     | 1975      | Logements, commerces                                | 102 / 115   | 31+1   | 8e (Prado)         |
| Tour de la Rouvière (bâtiment A)                    | 1968      | Logements                                           | 95          | 31+2   | 9e                 |
| Tour Méditerranée                                   | 1972      | Bureaux, commerces                                  | 90          | 25     | 6e (Lodi)          |
| Grande tour de Château Sec (bâtiment Altitude 117), | 1966      | Logements                                           | (~ 75)      | 24     | 9e                 |
| Super Rouvière (bâtiment B)                         | 1969/1975 | Logements                                           | (~ 63+12)   | 20+4   | 9e                 |
| Tour du Parc Sévigné,                               | ~ 1962    | Logements                                           | (~ 72)      | 23     | 9e                 |
| Grande tour du Nouveau Parc Sévigné,                | ~ 1964    | Logements                                           | (~ 72)      | 23     | 9e                 |
| Église Saint-Vincent-de-Paul (Les Réformés),        | 1886      | Édifice religieux                                   | 70          | -      | 1er (Canebière)    |
| Cathédrale de la Major                              | 1893      | Édifice religieux                                   | 70          | -      | 2e (Joliette)      |
| Tour de la caserne de gendarmerie de la Capelette   | 1974      | Administration, logements                           | ~ 70        | 21     | 10e                |
| Tour de la Grande Corniche                          | 1964      | Logements, commerces                                | (~ 69)      | 22     | 7e (Endoume)       |
| Grande tour de la Fauvière                          | ~ 1970    | Logements                                           | (~ 69)      | 22     | 10e                |
| Phare de Planier,                                   | 1959      | Phare                                               | 66,3        | -      | Île de Planier     |
| Grande tour de la Viste (tour 1),                   | ~ 1962    | Logements                                           | (~ 66)      | 21     | 15e                |
| Le Saint-Georges,                                   | 1963      | Logements, église, école, commerces, hôtel, bureaux | (~ 66)      | 21     | 7e (Pharo)         |
| Tour « rouge » de Frais Vallon (bâtiment C),        | 1964      | Logements                                           | (~ 66)      | 21     | 13e                |
| Tour « verte » de Frais Vallon (bâtiment F)         | 1964      | Logements                                           | (~ 66)      | 21     | 13e                |
| Tour « grise » de Frais Vallon (bâtiment H)         | 1964      | Logements                                           | (~ 66)      | 21     | 13e                |
| Tour de Saint-Thys                                  | ~ 1965    | Logements                                           | (~ 66)      | 21     | 10e                |
| Bâtiment D de la Rouvière                           | 1966      | Logements                                           | (~ 66)      | 21     | 9e                 |
| Hôtel du département des Bouches-du-Rhône           | 1994      | Administration                                      | 66          | 10     | 4e (Saint-Just)    |
| Le Brasilia,                                        | 1967      | Logements                                           | 65          | 21     | 8e                 |

### Autres bâtiments de grande hauteur
La basilique Notre-Dame-de-la-Garde n'apparait pas dans cette liste malgré son puissant rôle de signal dans la silhouette de la ville. La hauteur de l'église stricto-sensu est de 41 m mais la hauteur totale du monument, avec la statue de la Vierge, est de 64 m. Sur sa colline et son esplanade, elle apparait depuis la mer ou le Vieux-Port comme un point culminant à 226 m d'altitude.
Plusieurs immeubles de 20 étages sont également susceptibles de dépasser ou d'approcher les 65 m. On peut par exemple citer les tours de Bel Horizon (3e), du Parc Bellevue (Félix Piat) (3e) ou de Plein Ciel (11e) et les grandes barres des résidences Valmante (9e), Valmante-Michelet (9e) ou du Parc Sévigné (9e).
Plus largement, le Schéma Départemental d’Analyse et de Couverture des Risques (SDACR) établi par la Préfecture des Bouches-du-Rhône en 2020 recense 47 Immeubles de Grande Hauteur (IGH) à Marseille : 30 à usage d’habitations, 6 de bureaux, 3 d’enseignement, 2 à usage sanitaire, 1 hôtel et 5 à usage mixte. Il confirme que seulement 3 IGH ont été construits depuis l'évolution du cadre légal en 1977 (Hôtel de département, tour CMA-CGM et tour La Marseillaise).

### Galerie

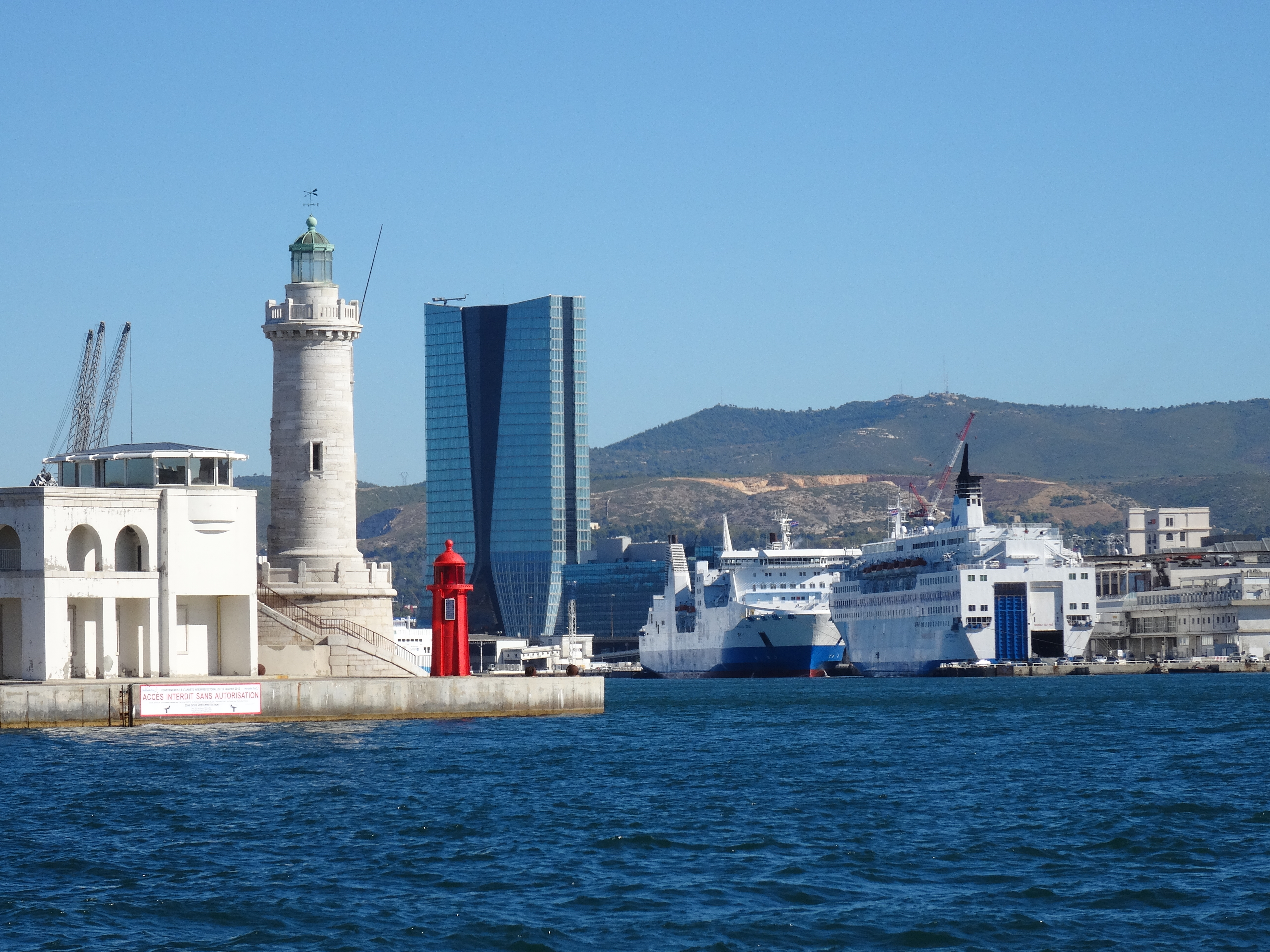
Tour CMA-CGM (et phare Sainte-Marie au premier plan) (avant construction de La Marseillaise, 2015)
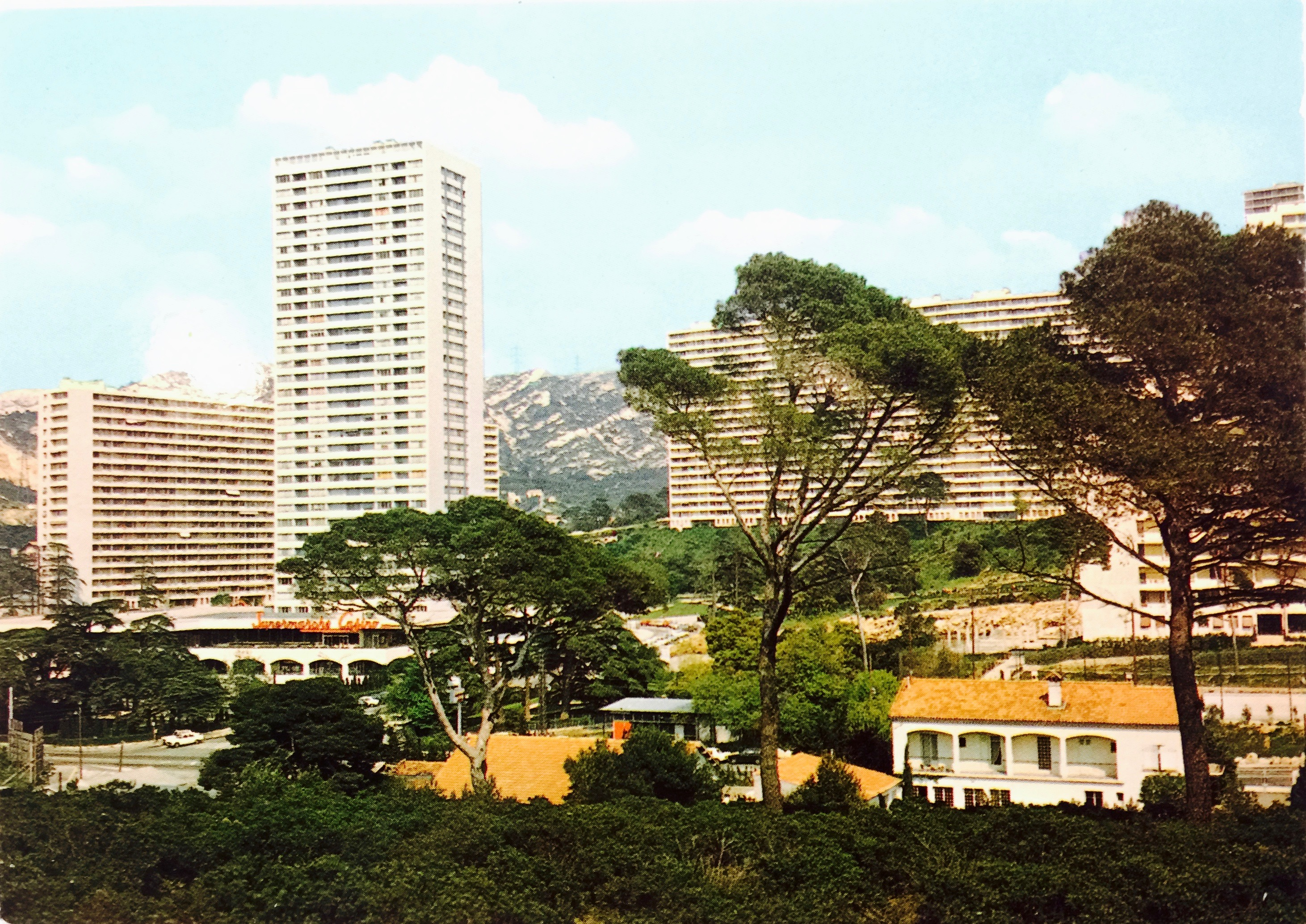
Tour de la Rouvière (1970)
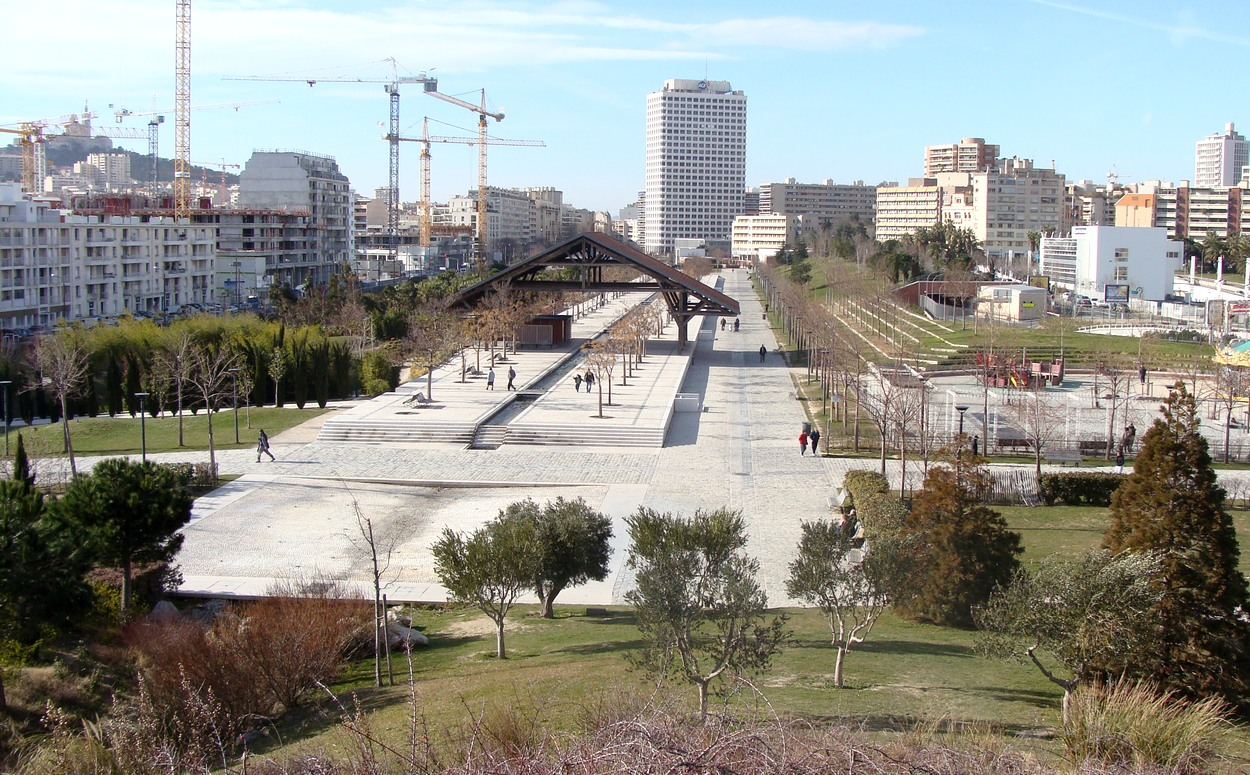
Tour Méditerranée (et Parc du 26e Centenaire au premier plan) (2009)
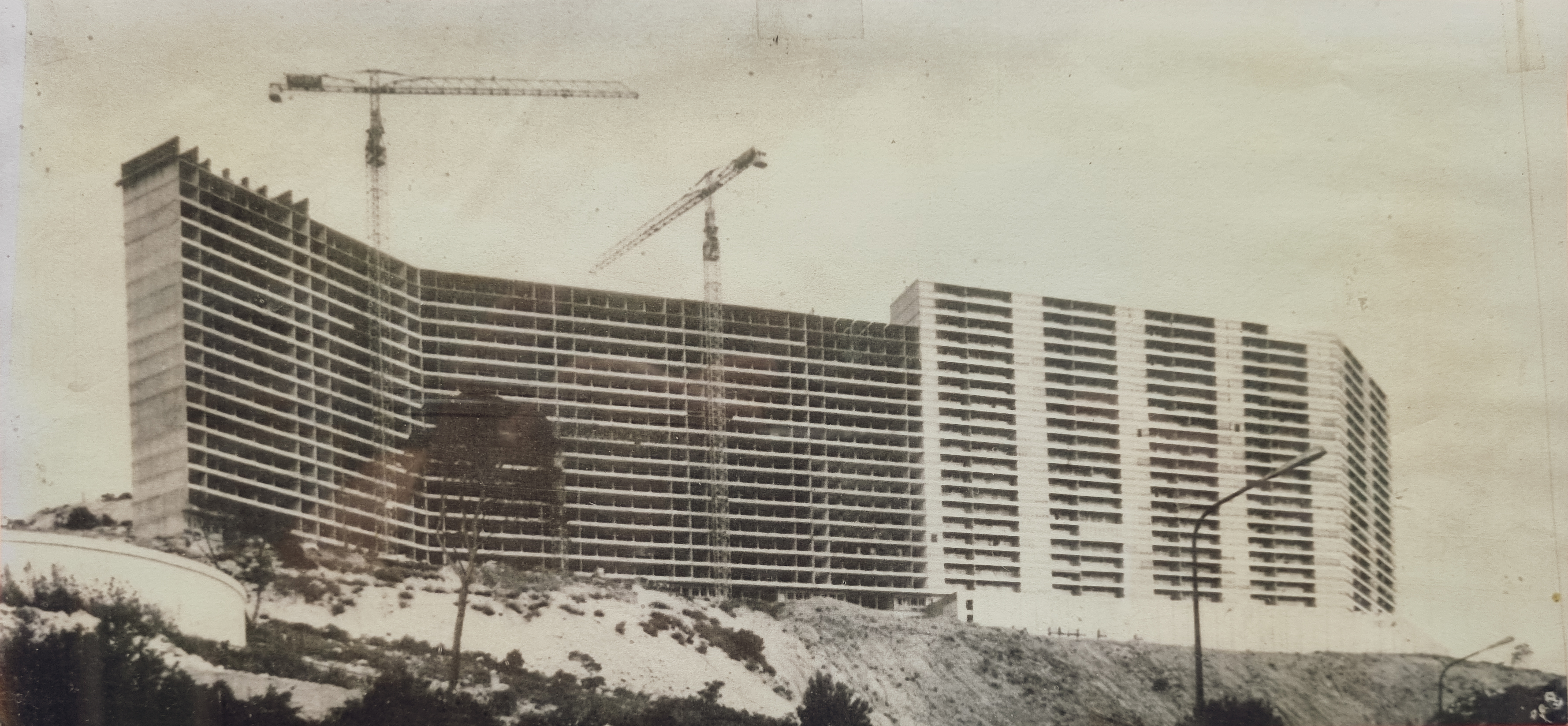
Super-Rouvière (en construction, 1970)
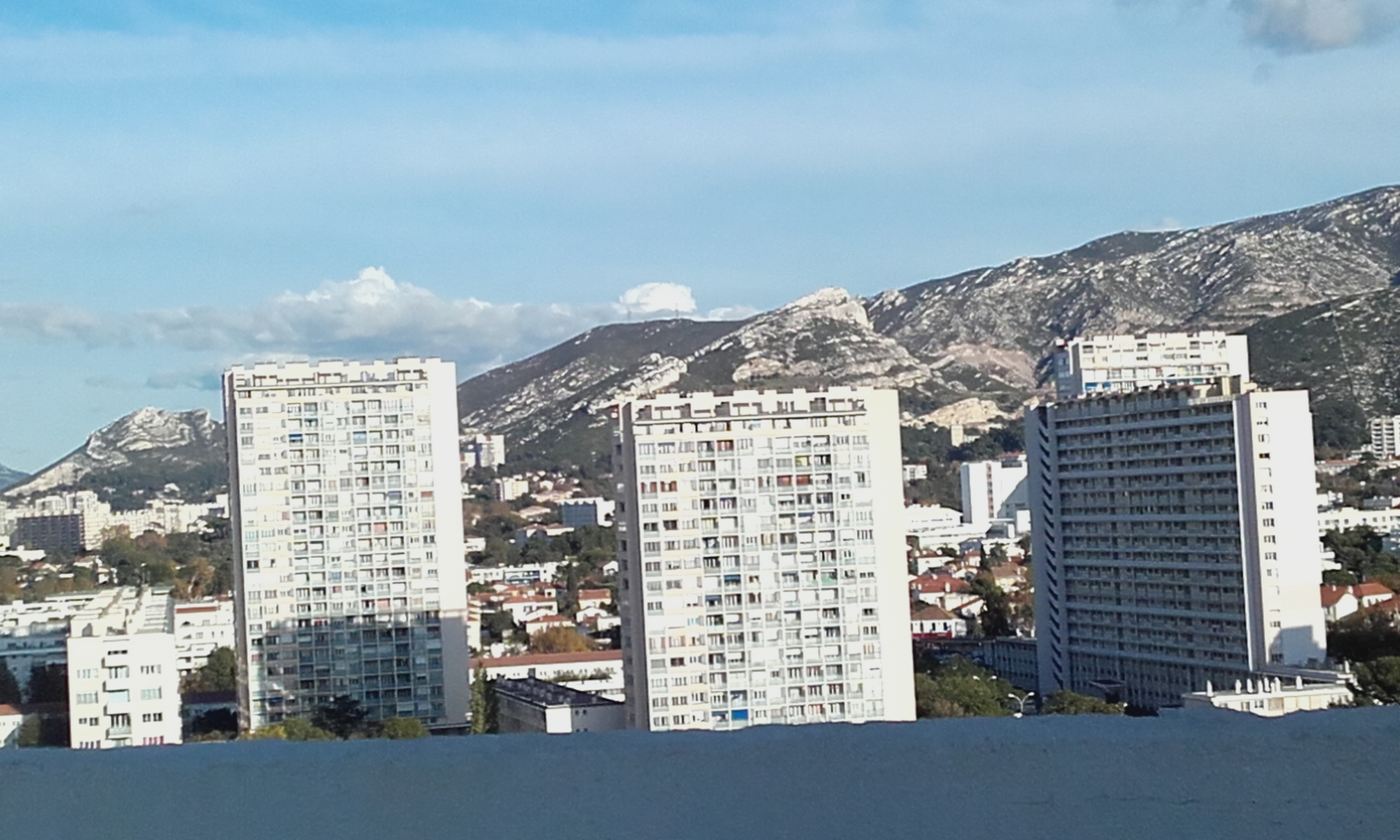
Résidence du Parc Sévigné (vue depuis le toit de la Cité Radieuse) (2019)
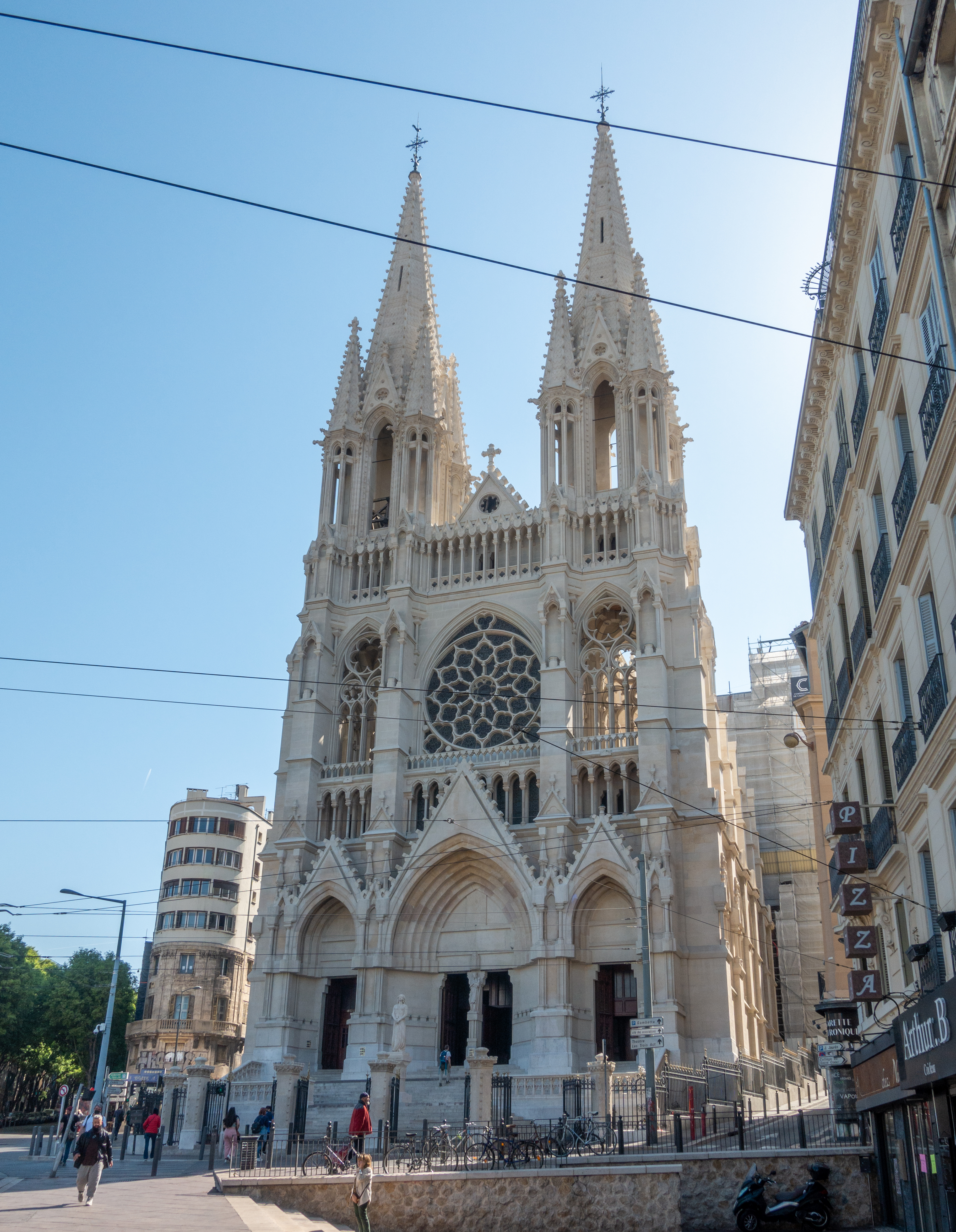
Église des Réformés (2022)
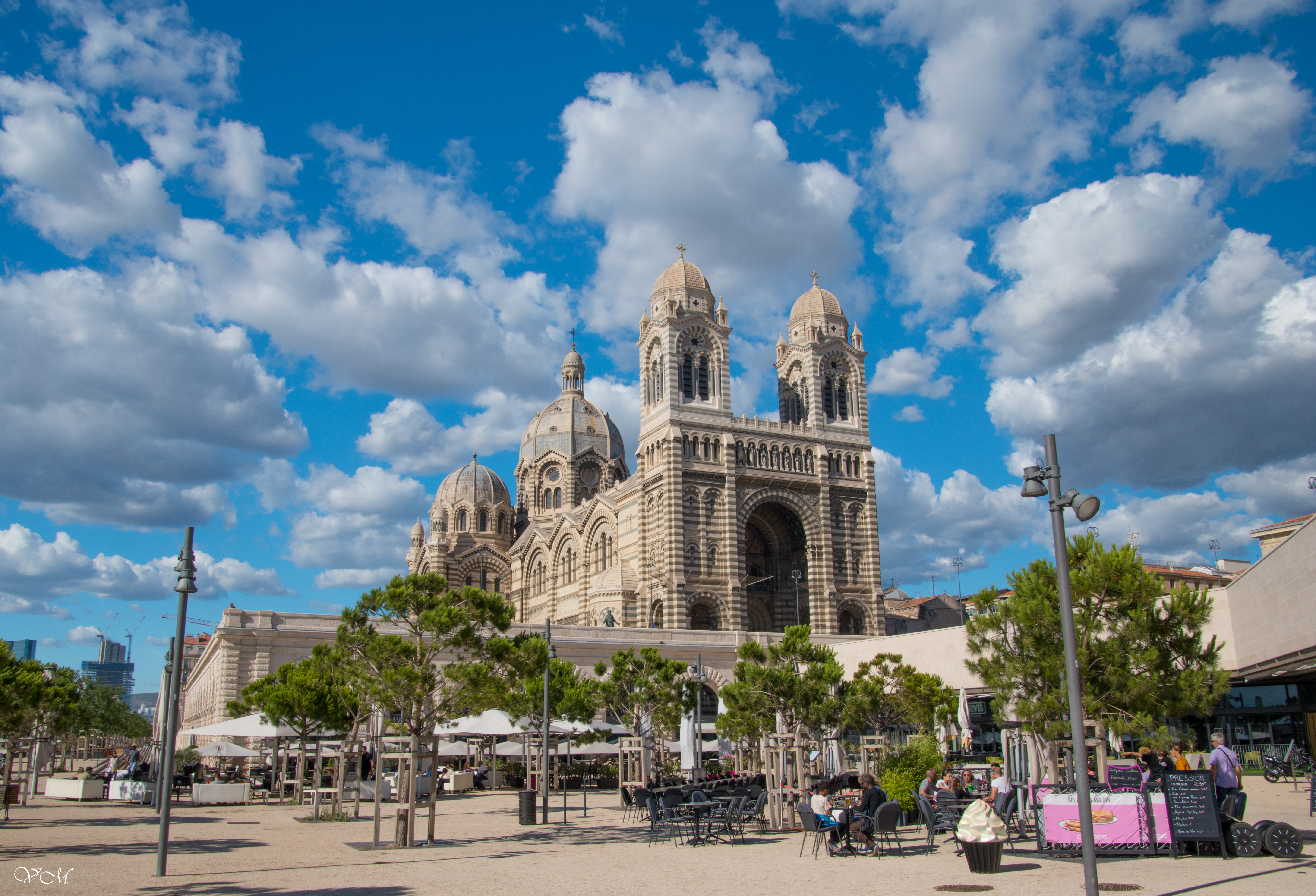
Cathédrale de la Major (2017)
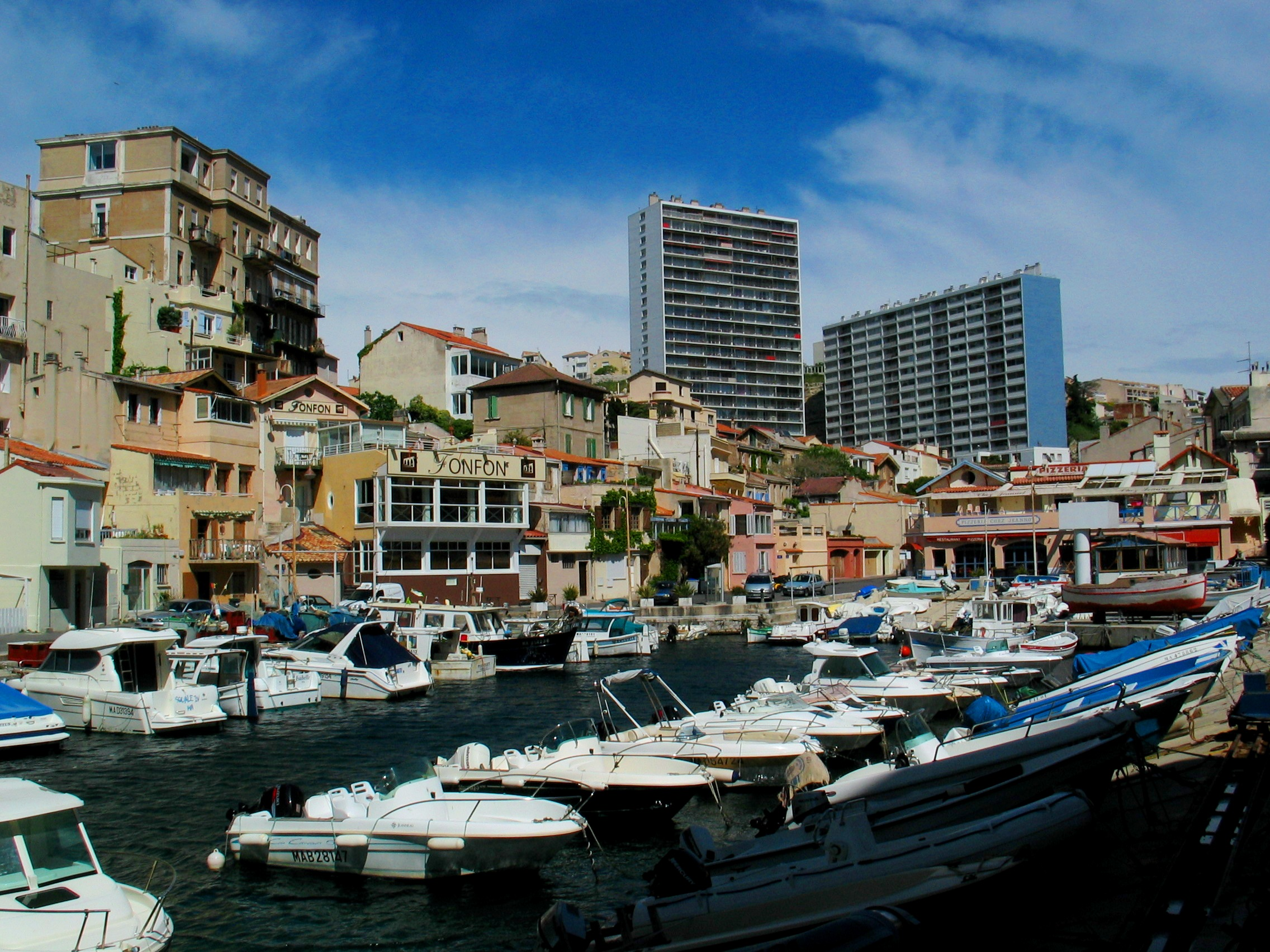
Tour de La Grande Corniche (et Vallon des Auffes au premier plan) (2009)
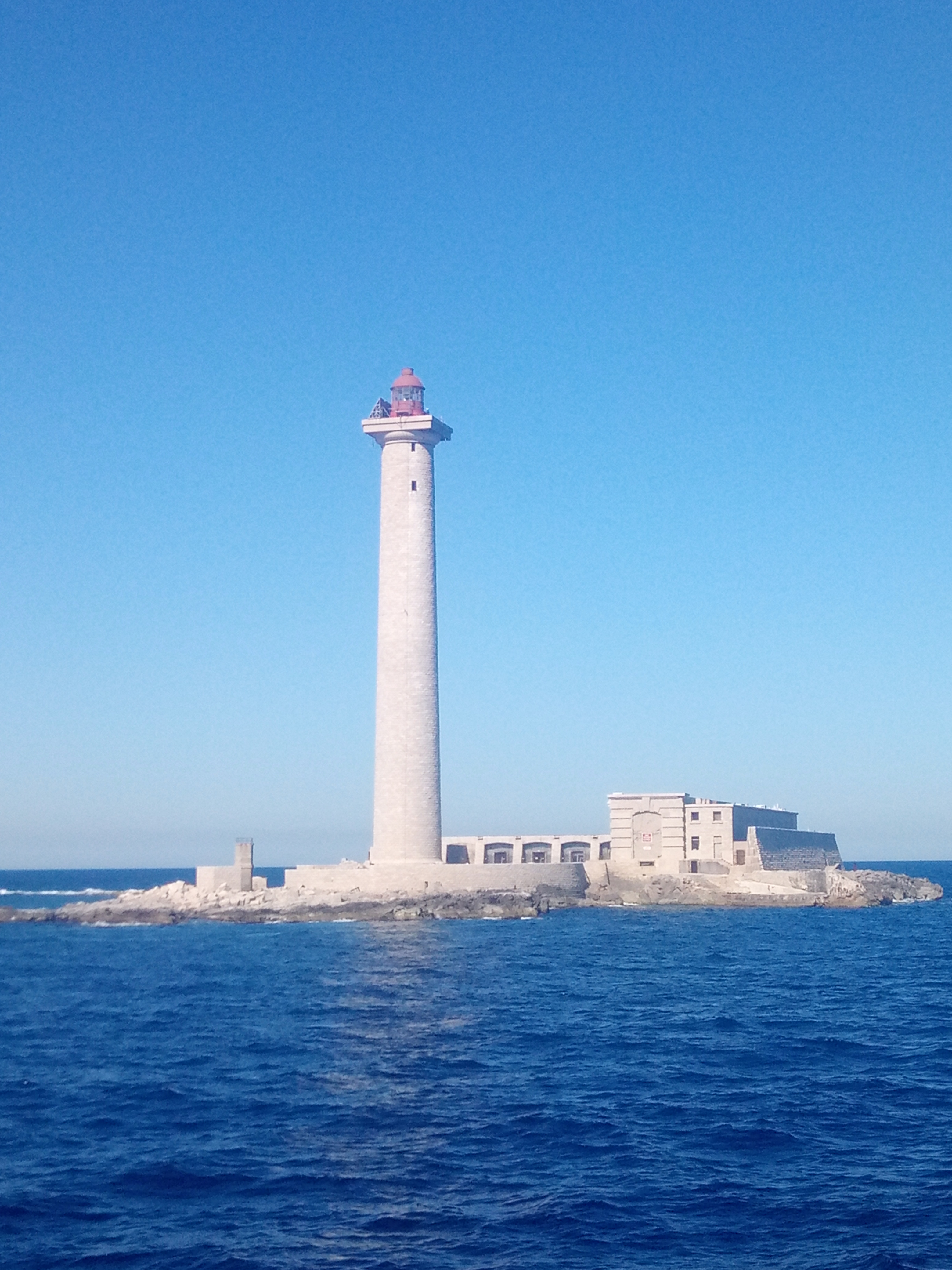
Phare de Planier (2019)
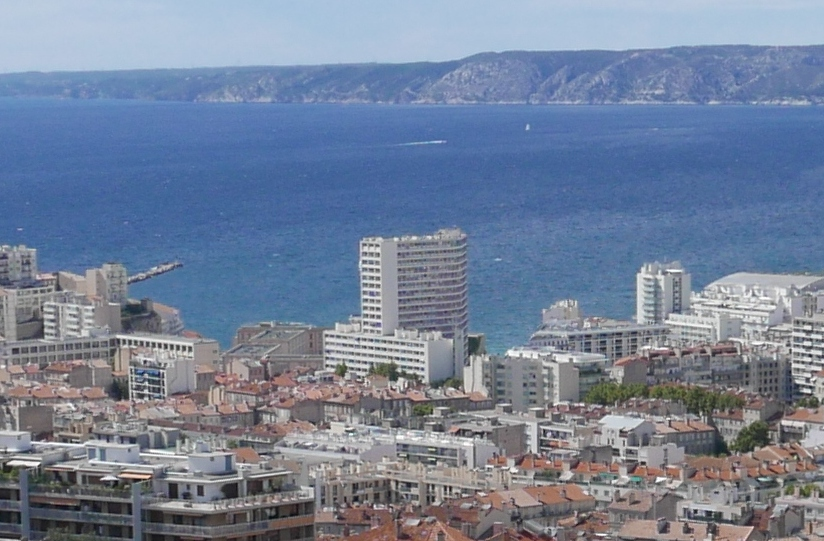
Le Saint-Georges (vu depuis l'esplanade de Notre-Dame-de-la-Garde) (2022)

### Carte
| Tour CMA-CGM Tour La Marseillaise Le Grand Pavois Tour Méditerranée La Rouvière (x2) Super Rouvière Frais Vallon (x3) La Viste La Fauvière Saint-Thys Château Sec Parc Sévigné (x2) Grande Corniche Le Saint-Georges Le Brasilia Église Les Réformés Cathédrale de la Major Phare de Planier Hôtel de département Caserne de la Capelette |

## Liste de bâtiments en construction ou en projet
Le tableau ci-dessous recense les bâtiments de plus de 65 m actuellement en construction ou en projet, classés par dates de livraison prévues.
| Nom           | Année | Statut                       | Utilisation | Hauteur (m) | Étages | Localisation       |
| ------------- | ----- | ---------------------------- | ----------- | ----------- | ------ | ------------------ |
| Tour Mirabeau | 2023  | En construction              | Bureaux     | 85          | 21     | 2e (Quais d'Arenc) |
| Tour H99      | 2025  | Permis de construire délivré | Logements   | 99          | 27     | 2e (Quais d'Arenc) |

## Liste de projets abandonnés
Le tableau ci-dessous recense des projets non retenus ou abandonnés, remarquables pour leur grande hauteur au moment de leur conception, classés par dates de livraison annoncées ou d'élaboration des projets.
| Nom                                                                                 | Année       | Utilisation                           | Hauteur (m) | Etages | Localisation       |
| ----------------------------------------------------------------------------------- | ----------- | ------------------------------------- | ----------- | ------ | ------------------ |
| Tour Horizon,                                                                       | 2016        | Hôtel, résidence hôtelière, logements | 113         | 32     | 2e (Quais d'Arenc) |
| Tour Icade,                                                                         | 2010        | Bureaux                               | 140         | 35     | 2e (Arenc)         |
| Projet « Tour Prado » proposé par le Syndicat des architectes des Bouches-du-Rhône, | projet 2009 | Bureaux, logements                    | 130         | 33     | 8e (Prado)         |
| Projet initial de la tour Méditerranée,                                             | ~ 1968      | Bureaux                               | ~ 135       | 36     | 6e (Lodi)          |
| Projet de Roger-Henri Expert pour la reconstruction du Vieux-Port,                  | ~ 1950      | Logements                             | ~ 50        | 14     | 2e (Vieux-Port)    |
| Projet de Gaston Castel de « Centre lumineux de la Canebière »,                     | projet 1935 | Logements, commerces, cinéma          | ~ 50        | 12     | 1er (Canebière)    |

## Liste des plus hautes constructions avant guerre
Le tableau ci-dessous recense les plus hautes constructions dominant la ville de Marseille au début du XXe siècle et encore présentes en 1940. Les lignes sur fond rouge correspondent à des constructions aujourd'hui disparues. L'exhaustivité n'est pas assurée, notamment pour ce qui concerne les cheminées d'usines.
| Nom                                               | Année     | Destruction | Utilisation       | Hauteur (m) | Localisation       |
| ------------------------------------------------- | --------- | ----------- | ----------------- | ----------- | ------------------ |
| Pont transbordeur                                 | 1905      | 1945        | Pont              | 86          | 2e/7e (Vieux-Port) |
| Église Saint-Vincent-de-Paul (Les Réformés)       | 1886      | -           | Édifice religieux | 70          | 1er (Canebière)    |
| Cathédrale de la Major                            | 1893      | -           | Édifice religieux | 70          | 2e (Joliette)      |
| Cheminées de la Centrale thermique du Cap Pinède, | 1906      | 1974        | Cheminées         | ~ 55 à 70   | 2e (Arenc)         |
| Basilique Notre-Dame-de-la-Garde                  | 1864/1870 | -           | Édifice religieux | 41 / 64     | 6e                 |
| Ancien phare de Planier                           | 1881      | 1944        | Phare             | 59          | Île de Planier     |
| Silo d'Arenc                                      | 1927      | -           | Silo              | 50          | 2e (Arenc)         |
| Silo de la Madrague,                              | 1928      | -           | Silo              | ~ 50        | 2e (Arenc)         |
| Cheminée de la Fabrique de bouchons Mouriès       | 1848      | 1997        | Cheminée          | ~ 40        | 6e (Vauban)        |

## Historique des plus hautes constructions de Marseille

### Avant 1850
Les plus hautes constructions sont des églises (~ 25 m) et des tours (~ 25 à 30 m, dont celles du fort Saint-Jean). L'hôtel de ville (1673) atteint également 25 m.
L’ancien phare de Planier (1829, détruit en 1881) culmine à environ 35 m.

### Période 1850-1950
Les plus hautes constructions sont les grandes églises de la fin du XIXe siècle (église des Réformés 70 m, cathédrale de la Major 70 m, basilique Notre-Dame-de-la-Garde 64 m avec la statue de la Vierge) et des équipements industriels pour la plupart disparus depuis (pont transbordeur 86 m, cheminées, silos, nouveau phare de Planier construit en 1881...).
Les plus hauts immeubles (habitation, hôtels, bureaux) atteignent 30 à 35 m. Cela concerne les grands immeubles haussmanniens (grands hôtels de la Canebière, quais de la Joliette…) et quelques immeubles modernes des années 30 (par exemple Le Lacydon sur la rive neuve du Vieux Port).

### Période 1950-1975
La Cité radieuse (1952, architecte Le Corbusier, 56 m, 17 étages) est le premier haut immeuble d’habitation construit à Marseille, suivie par les tours de La Tourette (1953, 15 étages) et du Sulfur City (1954, 16 étages).
Entre 1950 et 1960, le standard marseillais des plus grandes tours et barres est une hauteur d’environ 48 à 60 m pour environ 15 à 19 étages. Cela concerne une dizaine d’immeubles.
Entre 1960 et 1970, ce standard atteint une hauteur d’environ 65 à 75 m pour environ 21 à 24 étages. Cela concerne notamment une dizaine de tours au sein de grands ensembles (Parc Sévigné, La Viste, La Grande corniche, Frais-Vallon, Saint-Thys, Château Sec,  La Fauvière...) et trois barres remarquables (Le Saint-Georges, Le Brasilia et Super-Rouvière).
Trois immeubles tardifs dépassent ce standard :
- la tour de la Rouvière (1968, 95 m, 31 étages) : première très grande tour construite à Marseille ;
- la tour Méditerranée (1972, architecte Atelier 9, 90 m, 25 étages) : seule grande tour de bureaux jusqu’en 2010 ; elle joue au moment de son inauguration un rôle comparable à celui joué aujourd’hui par la tour CMA-CGM pour l’image de développement économique de la ville ;
- la tour Le Grand Pavois (1975, architectes Jean et Georges Delbès, en collaboration avec Guillaume Gillet et Bernard Laville, 102 m, 31 étages) : détiendra le record de hauteur jusqu’en 2010 ; remarquable par son caractère isolé (non inscrite dans un grand ensemble) et par sa situation au niveau du rond-point du Prado.

On peut également noter deux constructions techniques remarquables : le nouveau phare de Planier (1959, 66,3 m) et la tour de la RTF (actuelle tour France 3) (1954, 60 m).

### Période 1975-2010
L’hôtel du département des Bouches-du-Rhône (1994, architectes Will Alsop et Jan Störmer, 66 m) est l’un des rares bâtiments de plus de 60 m construit durant cette période. Cette absence de construction de grands immeubles n’est pas propre à Marseille : elle découle notamment de l’interruption brutale au milieu des années 70 de la politique des grands ensembles, ainsi que des contraintes de sécurité renforcées en 1977 pour les immeubles de grande hauteur (IGH).

### Période 2010-2030
La période contemporaine est marquée par la création de la skyline des quais d’Arenc dans le cadre du projet Euroméditerranée. À horizon 2025, ce quartier comportera 4 des 7 plus grandes tours de Marseille (et 3 des 4 plus grandes) :
- la tour CMA-CGM (2010, architecte Zaha Hadid, 145 m, 33 étages) : détient le record de hauteur ; elle est devenue le symbole du renouveau économique de Marseille ;
- la tour La Marseillaise (2018, architecte Jean Nouvel, 135 m, 30 étages) ;
- la tour Mirabeau (prévue 2023, architecte Hala Wardé, 85 m, 23 étages) ;
- la tour H99 (prévue 2025, architecte Jean-Baptiste Pietri, 99 m, 26 étages).

On peut également noter, depuis 2018, le retours de quelques immeubles d’habitation avoisinant ou dépassant 60 m dans les nouveaux quartiers du projet Euroméditerranée (Parc habité d’Arenc, Smartseille...).